# 奧爾洛韋波列
48°5′10″N 31°26′8″E / 48.08611°N 31.43556°E
奧爾洛韋波列（烏克蘭語：Орлове Поле），是烏克蘭南部的村莊，隸屬尼古拉耶夫州的沃茲涅先斯克區。該村面積0.58平方公里，海拔高度184米，2001年人口80，人口密度每平方公里137.9人。